# Achelia spatula
Achelia spatula är en havsspindelart. Achelia spatula ingår i släktet Achelia, och familjen Ammotheidae. Inga underarter finns listade.